# Micki King
Maxine Joyce King –conocida como Micki King– (Pontiac, 26 de julio de 1944) es una deportista estadounidense que compitió en saltos de trampolín.
Participó en dos Juegos Olímpicos de Verano en los años 1968 y 1972, obteniendo una medalla de oro en Múnich 1972 en la prueba individual. Ganó dos medallas de plata en los Juegos Panamericanos, en los años 1967 y 1971.

## Palmarés internacional
| Juegos Olímpicos     | Juegos Olímpicos  | Juegos Olímpicos | Juegos Olímpicos |
| Año                  | Lugar             | Medalla          | Prueba           |
| -------------------- | ----------------- | ---------------- | ---------------- |
| 1972                 | Múnich (RFA)      | Medalla de oro   | Trampolín 3 m    |
| Juegos Panamericanos |                   |                  |                  |
| Año                  | Lugar             | Medalla          | Prueba           |
| 1967                 | Winnipeg (Canadá) | Medalla de plata | Trampolín 3 m    |
| 1971                 | Cali (Colombia)   | Medalla de plata | Trampolín 3 m    |